# Олейт
Олейт (на английски: Olathe) е град в окръг Монтроуз, щата Колорадо, САЩ. Олейт е с население от 1573 жители (2000) и обща площ от 3,4 km². Намира се на 1633 m надморска височина. ЗИП кодът му е 81425, а телефонният му код е 970.